# Негесі
Негесі — давньоєгипетський фараон з XIV династії, який правив тільки Нижнім Єгиптом. Був другим або шостим правителем своєї династії.